# برنهارد شويرتزر
برنهارد شويرتزر (بالألمانية: Bernhard Schweitzer)‏ هو عالم آثار كلاسيكية ألماني، ولد في 3 أكتوبر 1892 في فيزل في ألمانيا، وتوفي في 16 يوليو 1966 في توبينغن في ألمانيا.